# Троицкий храм (Казнаково)
Церковь Троицы Живоначальной — православный храм в селе Казнаково Старицкого района Тверской области России. В настоящее время находится в сильноразрушенном состоянии.
Здание церкви является памятником архитектуры.

## Расположение
Храм расположен к северу от деревни. Находится на расстоянии примерно 200 метров от окраины села.

## История
Каменный храм был построен в 1893 году по проекту архитектора В. И. Назарина. Живопись в церкви сделал старицкий живописец Александр Владимирович Симбиров.
Имел три престола: главный во имя Троицы Живоанчальной, придельные во имя иконы Скоропослушница и Архангела Михаила.
К храму была приписана Благовещенская церковь села Воеводино, уничтоженная советскими властями.
Рядом с храмом был установлен памятный столб, на месте которого раньше находилась деревянная церковь.
По состоянию на 1914 год храм имел 959 прихожан (472 мужчины и 487 женщин).
В 1937 году советские власти закрыли храм, он начал разрушаться, церковь использовали как зернохранилище.
В 2014—2018 годах предпринимались попытки восстановления храма.

## См.также
- Список храмов Старицкого района